# Hesia Helfman
Hesia Helfman (ros. Геся Мировна Гельфман, ur. w 1852 lub w 1855 w Mozyrzu, zm. 31 stycznia 1882 w Petersburgu) – rosyjska nihilistka, członkini Narodnej Woli, współorganizatorka zamachu na cara Aleksandra II w dniu 13 marca 1881 roku.

## Życiorys
Urodziła się w żydowskiej rodzinie kupieckiej. Mając 16 lat uciekła z domu i dotarła do Kijowa, gdzie znalazła zatrudnienie w fabryce. Najprawdopodobniej już wtedy zetknęła się z ideami nihilistycznymi głoszonymi przez działaczy Narodnej Woli. W Kijowie była członkinią kilku nielegalnych stowarzyszeń rewolucyjnych. W związku z tym została w 1877 aresztowana i skazana na dwa lata więzienia. Po odbyciu wyroku otrzymała nakaz osiedlenia się w guberni niżenowogrodzkiej, jednak uciekła stamtąd i dotarła do Petersburga. Razem z Zofią Perowską, Nikołajem Kibalczycem, Andriejem Żelabowem, Nikołajem Sablinem, Iwanem Rysakowem i Ignacym Hryniewieckim uczestniczyła w przygotowaniach do kolejnego już zamachu na Aleksandra II. W bezpośrednim ataku na cara, zakończonym jego śmiercią, nie wzięła jednak udziału.
Poszukiwana przez policję, ukrywała się razem z Nikołajem Sablinem (byli kochankami). Ich kryjówka została jednak szybko wykryta, zaś Sablin na widok policjantów zastrzelił się. Helfman stanęła przed sądem jeszcze w marcu 1881. Zaprzeczyła swojemu udziałowi w zamachu, lecz mimo tego została uznana za winną i skazana na śmierć przez powieszenie. Wówczas oznajmiła, że jest w czwartym miesiącu ciąży, co w świetle prawa rosyjskiego oznaczało konieczność przełożenia egzekucji na 40 dzień po porodzie. Do tego czasu Helfman miała przebywać w Twierdzy Pietropawłowskiej. Historia Helfman stała się głośna na zachodzie Europy; organizacje socjalistyczne podjęły kampanię nacisku na władze rosyjskie, by zamienił wydany na nią wyrok śmierci na karę więzienia. Po trzech miesiącach taka decyzja została w istocie podjęta: Helfman miała spędzić resztę życia na zesłaniu.
W październiku 1881, wciąż w więzieniu, Helfman urodziła córkę. W czasie porodu doszło do ciężkich komplikacji, wskutek których w listopadzie kobieta zapadła na zapalenie otrzewnej. Mimo tego do stycznia opiekowała się dzieckiem, które następnie odebrano jej i oddano do domu sierot. W tym samym miesiącu źle leczona Helfman zmarła.
Żydowskie pochodzenie Helfman miało wpływ na oskarżenie Żydów rosyjskich o zorganizowanie zamachu na cara, jakie wysunął po śmierci ojca jego następca, Aleksander III Romanow. Efektem była fala pogromów Żydów w całym Imperium Rosyjskim.